# Ucpanej systém
Ucpanej systém je divadelní hra, kterou na motivy povídkové knihy a scénáře ke stejnojmennému filmu Acid House (Barevnej svět) skotského romanopisce Irvina Welshe napsal pro inscenování v Dejvickém divadle slovenský dramatik Daniel Majling. Překlad do češtiny obstarala Olga Bártová a režie se ujal rovněž slovenský režisér Michal Vajdička, premiérově ji divadlo uvedlo 20. a 22. února 2012. Hra dostala název podle jedné z povídek o partě neschopných instalatérů poflakujících se v domově důchodců. Podle oficiální anotace se Ucpanej systém stal nejsprostší hrou v historii souboru. Vedle Ivana Trojana v hlavní roli Boha, neúsprosně a sarkasticky glosujícího současnou společnost, byli obsazeni Václav Neužil, Miroslav Krobot, Klára Melíšková, Lenka Krobotová, Martin Myšička či Jaroslav Plesl. Hudbu složil Marián Čekovský, výpravu řídil Pavol Andraško.
Inscenace byla uvedena mimo jiné i 6. listopadu 2016 v Greenwood Theater na londýnském festivalu Made in Prague, pořádaném Českým centrem Londýn. Derniéru hry ohlásilo Dejvické divadlo na 19. dubna 2023. Pro velký úspěch a zájem pro ni byl zařízen přímý přenos do promítacích sálů 119 českých kin.

## Přijetí
Podle Vladimíra Hulce z E15 (100 %) autoři dramatizace „[z]bavili text halucinogenního oparu a nahradili jej divadelní rafinovaností a groteskou. Razantní humor, přesně cílené, chytré pointy a nadhled zůstaly. Spolu s hvězdným hereckým týmem vytvořili v Praze skutečný divadelní drahokam.“ Jana Michalická v Lidovkách.cz napsala, že „Vajdička vytvořil panoptikum přiboudlých existencí, mravních deviantů, kteří vše řeší jen agresí a netuší, že svět může vypadat i jinak. […] Ucpanej systém je inscenace s mimořádně depresivní a naléhavou výpovědí, byť je tato režií rafinovaně překryta různými rovinami komiky a nadsázky. A herecky je opět naprosto mimořádná, v partnerské souhře nemá dnes soubor prakticky konkurenci.“ Recenzent Práva Jiří P. Kříž (95 %) hru ohodnotil jako (po Pitínského Kalibově zločinu v hradišťském Slováckém divadle) „druhý zápis na Inscenaci roku“, přičemž vyzdvihl „dokonalé dejvické herectví“ a uvedl, že „nejsilnější je [hra] v příběhu o jednom možném konci civilizace“.
Ucpanej systém v březnu 2013 skutečně Cenu Alfréda Radoka pro inscenaci roku dostal, stejně tak Ivan Trojan za nejlepší mužský herecký výkon v roli Boha. Ten byl rovněž nominován na Cenu Thálie za nejlepšího herce v činohře, cenu však nakonec získal Richard Krajčo za účinkování v Deštivých dnech v Divadle Ungelt. V anketě Divadelních novin o inscenaci roku 2012 skončil Ucpanej systém těsně na druhém místě za projektem Pražského komorního divadla Odpad město smrt.
Sám autor předlohy Irvin Welsh, který inscenaci osobně zhlédl, ji zařadil mezi pět nejlepších dramatizací svých knih a v roce 2018 při návštěvě pražského Festivalu spisovatelů uvedl: „Je to fantastické představení. Herci podali skvělé výkony a skvělá byla i scéna, ale nejvíc mě ohromilo, jak to dokonale fungovalo jako celek.“ Jedenáct let po premiéře o představení referovala Česká televize jako o „nejúspěšnější inscenac[i] Dejvického divadla, která je dlouhodobě beznadějně vyprodaná“.